# Saint-Amand-Montrond
Saint-Amand-Montrond é uma comuna francesa na região administrativa do Centro, no departamento Cher. Estende-se por uma área de 20,16 km². Em 2010 a comuna tinha 9 814 habitantes (densidade: 486,8 hab./km²).
O renomado Chef Érick Jacquin nasceu nessa comuna.